# Christian Reineccius

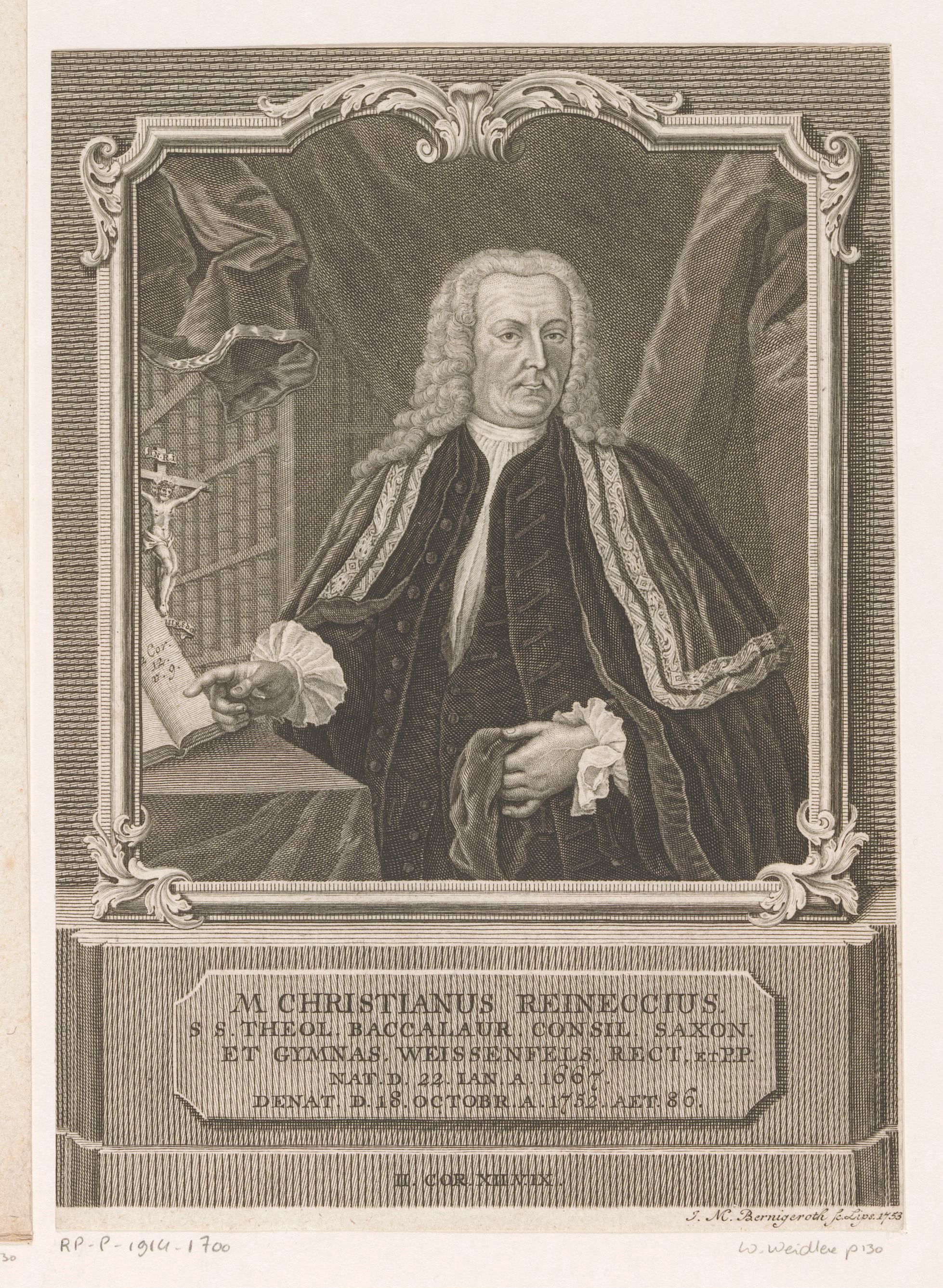
Christian Reineccius

Christian Reineccius (* 22. Januar 1668 in Großmühlingen; † 18. Oktober 1752 wohl in Weißenfels) war ein deutscher Hebraist, Theologe und Pädagoge.

## Leben
Christian Reineccius war Schüler der Klosterschule Mariental bei Helmstedt und des Gymnasium Andreanum in Hildesheim. Von 1688 bis 1690 war er Student an der Universität Helmstedt. Nach einer praktischen Tätigkeit als Prediger in Magdeburg ging er noch 1690 nach Quedlinburg. 1692 nahm Reineccius seine akademischen Studien an der Universität Rostock wieder auf, und wechselte 1694 an die Universität Leipzig und nach Halle. Er wurde 1700 Privatdozent an der Universität Leipzig. Wissenschaftlich konzentrierte er sich primär auf die sprachliche Bibelforschung durch Bibelübersetzungen insbesondere des Alten Testaments, bearbeitete aber auch andere theologische Texte wie Konkordanzen. Seine Bibelausgaben und Schriften erlebten im 18. Jahrhundert mehrere Auflagen. 1721 wurde er Rektor des Gymnasiums illustre Augusteum in Weißenfels, dessen Tradition heute vom Goethegymnasium Weißenfels fortgeführt wird. Dort lebte und arbeitete er bis zu seinem Tod.